# Cina cea de Taină (biblie)
Cina cea de Taină (Coena Domini) este un episod din Noul Testament. De la acest cuvânt vine numele de Coenaculum (respectiv sala din clădirea de pe Dealul Sion în Ierusalim, unde Iisus ar fi servit ultima masă, împreună cu cei 12 apostoli). 